# Jamie Renée Smith
Jamie Renée Smith (ur. 10 kwietnia 1987) – amerykańska aktorka filmowa i telewizyjna, była aktorka dziecięca, znana między innymi z roli Margaret Rhodes w filmie Dzieci kukurydzy IV: Zgromadzenie i z roli Lauren Wando w filmie Góra Dantego.

## Wybrana filmografia

### Filmy
- 1996: Dzieci kukurydzy IV: Zgromadzenie – Margaret Rhodes
- 1997: Góra Dantego – Lauren Wando
- 1998: Nowe przygody szwajcarskiej rodziny Robinsonów – Elizabeth Robinson
- 2000: Leć, leć w przestworza – Amy Rosen

### Seriale
- 1993: Byle do dzwonka: Lata w college’u – Abby Lasky
- 1997: Mroczne niebo – Monica Gresham
- 1997–1998: Pomoc domowa – młoda Fran Fine
- 1998: Zapytaj Harriet – Blair Cody
- 2001: Ostry dyżur – Emily Perrault
- 2003: Uziemieni – Lorna
- 2004: Zwariowany świat Malcolma – Paula
- 2008: Shark – Abby Coleman
- 2008: Kości – Karen
- 2009: Agenci NCIS – Rhiannon
- 2010: Trawka – Kimmie
- 2011: Zabójcze umysły: Okiem sprawcy – Cindy